# Limbă koiné
În lingvistică, o limbă koiné, dialect koiné, sau simplu koiné (limba greacă veche κοινή, "[limbă] comună") este o limbă standard sau dialect care s-a dezvoltat ca urmare a contactului dintre două sau mai multe varietăți inteligibile mutual (dialecte) ale aceleași limbi.

## Etimologie
Termenul koiné înseamnă " comun" în limba greacă și a fost utilizat pentru prima dată ca să reprezinte forma de limba greacă folosită ca lingua franca în perioada romană.
Procesul de "koinezation" este un caz particular al contactului dintre dialecte, ca urmare a colonizării în care oamenii au migrat din diferite porțiuni ale unei zone vorbitoare de o singură limbă. În general, acest proces durează două sau trei generații pentru a fi complet, dar se poate realiza și de-a lungul unei singure generații.

## Exemple

### Araba koiné
Araba koiné este limba comună din care provin dialectele arabe moderne. Aceasta  nu se identifică cu nici unul din dialectele incipiente și este diferită de araba literară în multe privințe.
În Arabia din perioada pre islamică existau mari diferențe între dialecte, iar araba clasică sau ʿarabiyyah gramaticienilor avea la bază un limbaj poetic standard care nu se regăsea în niciun dialect. Era folosită, în special,  pe cale orală de către poeți și oratori de dialecte diverse. Aceasta ne este cunoscută prin prisma poeziei pre islamice și a coranului. După ce ʿarabiyyah a fost acceptată de către lumea islamică și ulterior codificată în lucrările gramaticienilor, aceasta a rămas aproape neschimbată în plan fonetic și morfologic până în momentul de față, când încă este acceptată ca forma corectă în scriere și comunicare formală. 
Araba koiné nu a avut un anume dialect ca centru de la care a apărut. Aceasta s-a dezvoltat ca o formă conversațională a limbii arabe și s-a răspândit în întreaga lume islamică în primele secole ale erei islamice. Araba koiné a coexistat cu ʿarabiyyah, chiar dacă prima nu a fost aproape deloc întrebuințată în scris, iar dialectele moderne, în special cele din afara Arabiei, reprezintă o continuare a acestei koiné. Astfel că diferențele care se manifestă între dialecte sunt simple împrumuturi care au avut loc în urma răspândirii arabei koiné.

#### Istorie
Studiile lingvistice din acest domeniu nu stabilesc o dată fixă pentru formarea arabei koiné și nici nu o situează într-o perioadă anume pentru că nu există nicio dovadă istorică care să ateste data și locul în care aceasta koiné a existat. Este foarte probabil ca începutul limbii koiné să existe de dinainte de expansiunea limbii arabe (coranice) prin răspândirea islamului, dar este la fel de posibil ca această koiné să coincidă cu expansiunea islamului, ceea ce a determinat o mare masă de vorbitori să folosească limba arabă. 

#### Diferențele dintre araba colocvială și araba vorbită
Charles Ferguson a elaborat o lista cu trăsături care diferențiază araba colocvială de araba standard pentru a argumenta propria teorie conform căreia dialectele moderne provin de la o limbă koine care a coexistat cu limba arabă clasică.
1.	Renunțarea la dual – dualul se întâlnește rar la dialecte, în special în cazul numelor, iar dualul adjectivelor, pronumelor și verbelor a dispărut complet. 
2.	Taltalah – un număr de afixe care conțin “a” în araba clasică apar în dialecte cu “i”. Folosirea lui “i” în locul lui “a” a fost considerată un fenomen dialectal de către gramaticieni, iar aceștia l-au numit taltalah. Toate dialectele din afara Arabiei par să folosească “i” în loc de “a “ pentru următoarele afixe : pronumele de persoana a doua la genul masculin, forma feminină a sufixului “-at”, prefixul intranzitiv “ta” pentru verbe, conjuncția “wa”. 
3.	sistemul verbelor – se remarcă trei diferențe mari și anume dispariția verbelor cu consoana finală “waw”, formarea din nou a verbelor geminate și dezvoltarea sufixului verbal “l”. Prima diferență se referă la cele cinci tipuri de verbe primare care au o consoană finală slabă și care au dispărut din dialecte. A doua diferență este reprezentată de verbele geminate din limba arabă care au consoana a doua și consoana a treia din rădăcină identice. Schema pe care dialectele o folosesc pentru acestea este CaCic, în contrast cu schema lor din araba clasică CaCC. De asemenea, formele corespunzătoare persoanelor întâi și a doua în dialect sunt identice cu formele verbelor cu rădăcină slabă. Acest procedeu este considerat de către gramaticieni singura formare a dialectelor arabe moderne care nu are nicio legătură cu formele clasice ale limbii. A treia diferență se referă la sufixul “l” care se traduce prin prepoziția “pentru”. În araba clasică acesta se folosește cu pronume afixe ( laka, lahu, laha, lana, lakum s.a.m.d.), în dialecte acest sufix se atașează direct verbelor.
4.	morfologia și sintaxa numeralelor cardinale – în special sintaxa numerelor de la 3 la 10 și forma numerelor de la 11 la 19. În araba clasică numerele de la 3 la 10 se folosesc la feminin pentru substantive masculine, respectiv la masculin pentru substantive la genul feminin. În dialectele moderne forma lungă a numărului, cea cu terminație feminină, se folosește atunci când apare singură, fără să fie urmată de un nume, iar forma de masculin apare înaintea fiecărui nume, indiferent de genul acestuia. Numerele de la 13 la 19 din araba clasică sunt constituite din două părți : forma numărului 10 care se acordă în gen cu numele și forma cifrei respective de la 1 la 9 , opusă în gen numelui. În dialecte aceste forme au devenit cuvinte compuse, invariabile intern pentru a simplifica cât mai mult sistemul de numărare. 
5.	adjectivele – s-au păstrat la fel în dialecte în ceea ce privește forma și funcția lor, însă se remarcă lipsa formei de feminin pentru comparativ, iar sufixul nisbah “-iyy” s-a transformat într-un “i” lung.
6.	diferențele din punct de vedere lexical – mai precis dispariția universală în dialecte a unor termeni importanți din araba clasică și anume : particula “ma” ( ce), ‘aydan ( de asemenea), particula de negație laysa. 
7.	diferențele din punct de vedere fonetic – mai multe foneme consonantice au forme variate în dialecte, pe deasupra apar în plus alte consoane. Vocalele lungi au rămas stabile, în timp ce vocalele scurte au avut de suferit în dialecte.